# Siraphop Manithikhun
Siraphop Manithikhun (สิรภพ มานิธิคุณ; nascido em 8 de julho de 1997), mais conhecido como Net (เน็ต), é um ator e modelo tailandês. Ele é mais conhecido por seus papéis em Bed Friend (2023) e The Next Prince (2025).

## Início da vida e educação
Net nasceu na Tailândia em 8 de julho de 1997. Depois de concluir o ensino médio no Assumption College, ele se formou como bacharel pela Universidade de Coventry, com especialização em Gestão de Negócios Internacionais.

## Carreira
Em 2013, ele fez sua estreia como ator no filme Make Me Shudder. Em 2022, ele estreou como Captain, personagem coadjuvante na série Catch Me Baby. Em 2023, ele estreou como King Kunakorn na série Bed Friend ao lado de Supamongkon Wongwisut (James). Em 2025, ele estreou como Calvin, Príncipe de Bhujar na série The Next Prince ao lado de Radchapon Phornpinit (JJ).

## Imagem pessoal
Net é dono do restaurante Aunglo by Yangrak (อั้งโล่บายย่างแรก) e da marca de roupas Lovenn (โลเวน).

## Filmografia

### Cinema
| Ano  | Título                    | Personagem | Notas            |
| ---- | ------------------------- | ---------- | ---------------- |
| 2013 | Make Me Shudder           | Net        | Papel principal  |
| 2014 | Make Me Shudder 2         | Net        | Papel principal  |
| 2014 | Dangerous Boys            | Paeng      | Papel recorrente |
| 2015 | Make Me Shudder 3         | Net        | Papel principal  |
| 2022 | Tell the World I Love You | Tai        | Papel recorrente |
| 2024 | Dangerous Boys 2          | Pongpaeng  |                  |

### Televisão
| Ano  | Título                       | Personagem                          | Notas            | Canal               |
| ---- | ---------------------------- | ----------------------------------- | ---------------- | ------------------- |
| 2021 | Y-Destiny                    | Top (Ep. 11-12)                     | Papel convidado  | AIS Play            |
| 2022 | Oh, Teacher Khong            | Two (Ep. 179)                       | Papel convidado  | Workpoint TV        |
| 2022 | Cutie Pie                    | (Ep. 12)                            | Papel convidado  | Workpoint TV, iQIYI |
| 2022 | War of Y                     |                                     | Papel convidado  | AIS Play            |
| 2022 | Catch Me Baby                | Captain                             | Papel recorrente | WeTV                |
| 2023 | Suphapburut Sut Soi 2023     | King Kunakorn (Ep. 13)              | Papel convidado  | One31, oneD         |
| 2023 | Bed Friend                   | King Kunakorn                       | Papel principal  | One31, iQIYI        |
| 2023 | Y Journey: Stay Like a Local | Mai                                 | Papel principal  |                     |
| 2023 | The Middleman's Love         | King Kunakorn                       | Papel recorrente | One31, iQIYI        |
| 2025 | Black Valentine              | Bomb                                | Papel principal  |                     |
| 2025 | The Next Prince              | Calvin, Príncipe de Bhujar          | Papel recorrente | One31, iQIYI        |
| 2025 | Love upon a Time             | Phop (Passado)/Tinnaphop (Presente) | Papel principal  |                     |
| 2025 | Zomvivor                     | Earth                               | Papel principal  |                     |
| TBA  | Restart                      |                                     | Papel principal  |                     |
| TBA  | Ho Tua Di                    |                                     |                  |                     |